# Кубатль
Кубатль (арч. Кьубакь)— село в Чародинском районе Дагестана. Входит в сельсовет Арчибский.

## Географическое положение
Село расположено на р. Рисор (бассейн р. Каракойсу), в 33 км к юго-востоку от с. Цуриб.

## Население
| 1926 | 1939 | 1970 | 1989 | 2002 | 2010 | 2021 |
| ---- | ---- | ---- | ---- | ---- | ---- | ---- |
| 100  | ↘98  | ↘68  | ↗75  | ↗117 | ↗121 | ↗137 |